# مارتین آلبرشتن
مارتین آلبرشتن (انگلیسی: Martin Albrechtsen؛ زادهٔ ۳۱ مارس ۱۹۸۰) بازیکن سابق فوتبال اهل دانمارک است که در پست دفاع میانی بازی می‌کرد.
وی همچنین در تیم‌های ملی فوتبال زیر ۱۹ سال دانمارک، زیر ۲۱ سال دانمارک، و دانمارک بازی کرده است.